# Andalgalá (kommunhuvudort i Argentina)
Andalgalá är en kommunhuvudort i Argentina.   Den ligger i provinsen Catamarca, i den norra delen av landet, 1 100 kilometer nordväst om huvudstaden Buenos Aires. Andalgalá ligger 1 020 meter över havet och antalet invånare är 14 068.
Terrängen runt Andalgalá är varierad. Andalgalá är det största samhället i trakten.
Omgivningarna runt Andalgalá är i huvudsak ett öppet busklandskap. Runt Andalgalá är det mycket glesbefolkat, med 4 invånare per kvadratkilometer.